# Gabriela Ngirmang
Mirair Gabriela Ngirmang (1922 - 10 octobre 2007) était une militante pacifiste et antinucléaire des Palaos.

## Biographie
Gabriela Ngirmang est née en 1922 dans les îles Palaos. Son père est originaire d'Airai et sa mère de Koror. Ses deux parents occupaient des postes de haut rang au sein de leurs clans.
Ayant grandi dans les îles Palaos sous administration japonaise, puis pendant la Seconde Guerre mondiale, Gabriela Ngirmang a reçu une éducation formelle très limitée. Elle était considérée comme une matriarche du clan Ikelau et, dans cette société matriarcale, a porté pendant plus de douze ans le titre de « Mirair », chef coutumière de la zone est de l’État de Koror.

## Militante antinucléaire
Gabriela Ngirmang a été révoltée par les soixante-sept essais de bombes nucléaires faits dans les années cinquante et soixante par les États-Unis d'Amérique dans les Marshall qui étaient alors, comme Palaos, territoire sous tutelle des îles du Pacifique. Ces essais, dont ceux de la bombe H la plus puissante jamais testée, ont irradié « Les cobayes du Dr Folamour », selon une expression du journal Le Monde, et contaminé à très long terme la région.

Quand les îles Palaos ont demandé leur indépendance des États-Unis, G. Ngirmang a joué un rôle déterminant dans la création de la première constitution au monde bannissant le nucléaire.

« Tout accord autorisant l’utilisation, l’essai, le stockage ou l’élimination d’armes nucléaires, chimiques toxiques, gazeuses ou biologiques destinées à être utilisées en temps de guerre nécessite l’approbation d’au moins les trois quarts (3/4) des voix exprimées lors [d'un] référendum. »

— Article II, section 3 de la Constitution
Depuis 1994, la République de Palaos est indépendante et en libre association avec les États-Unis. Sa constitution est entrée en vigueur en 1979 et a été adoptée avec le soutien de 92% des suffrages. Le Pentagone convoitait un tiers des terres et le port en eau profonde à des fins militaires, notamment pour le stockage d’armes nucléaires. Il exerçait sur le gouvernement de Palaos des pressions telles que, entre 1979 et 1994, la clause constitutionnelle a dû être votée et confirmée onze fois.
Pendant cinquante ans, Ngirmang a dirigé l'organisation féminine Otil a Beluad (qui peut se traduire par « Ancre de notre terre ») et a continué à défendre la clause opposée aux armes nucléaires dans la constitution,,. La fille de Ngirmang, Cita Morei, est également une membre éminente du mouvement et une militante féministe,.
En 1987, lorsque le gouvernement des Palaos a tenté de modifier la clause pour exiger une majorité simple plutôt que 75 % des suffrages, Ngirmang a dirigé un groupe de cinquante militantes âgées et a poursuivi le gouvernement en justice. Pendant ce temps, les anciens ont été menacés et la maison de Ngirmang a été incendiée. À la recherche de soutien, elle s'est rendue aux États-Unis, notamment en s'adressant aux Nations unies et au Congrès des États-Unis. Cependant, en 1989, l'affaire a été renvoyée devant les tribunaux et le gouvernement a modifié unilatéralement la clause pour n'exiger que 50 % des suffrages,. Cette période est marquée par des intimidations, de la corruption et des violences. Le premier Président, Haruo Remeliik, est assassiné. Le Président Lazarus Salii se suicide. Le journaliste Ed Rampell voit dans ces « coups tordus » des pressions exercées par les États-Unis et en particulier par le Président George H.W. Bush pour que Palaos renonce à sa constitution pacifiste.
En 1988, l'organisation dirigée par Ngirmang, Otil A Beluad, a été proposée pour un Prix Nobel de la paix et, en 2005, Gabriela Ngirmang a été proposée individuellement pour un Prix Nobel de la paix par la Campagne 1000 femmes pour la paix basée en Suisse,. En 1993, Otil A Beluad a été récompensée au Palmarès mondial des 500 du Programme des Nations Unies pour l'environnement. Au nom du peuple des Palaos, le grand chef coutumier Ibedul Gibbons est récipiendaire du Prix Nobel alternatif en 1983, « pour avoir défendu le droit démocratique et constitutionnel de leur île à rester dénucléarisée. »
La République de Palaos a signé le Traité sur l'interdiction des armes nucléaires de l'Organisation des Nations unies le 20 septembre 2017 et l'a ratifié le 3 mai 2018.

## Voir également
- Liste des militants de la paix
- Ibedul Gibbons